# Sección de Aviación de Ejército de Montaña 5

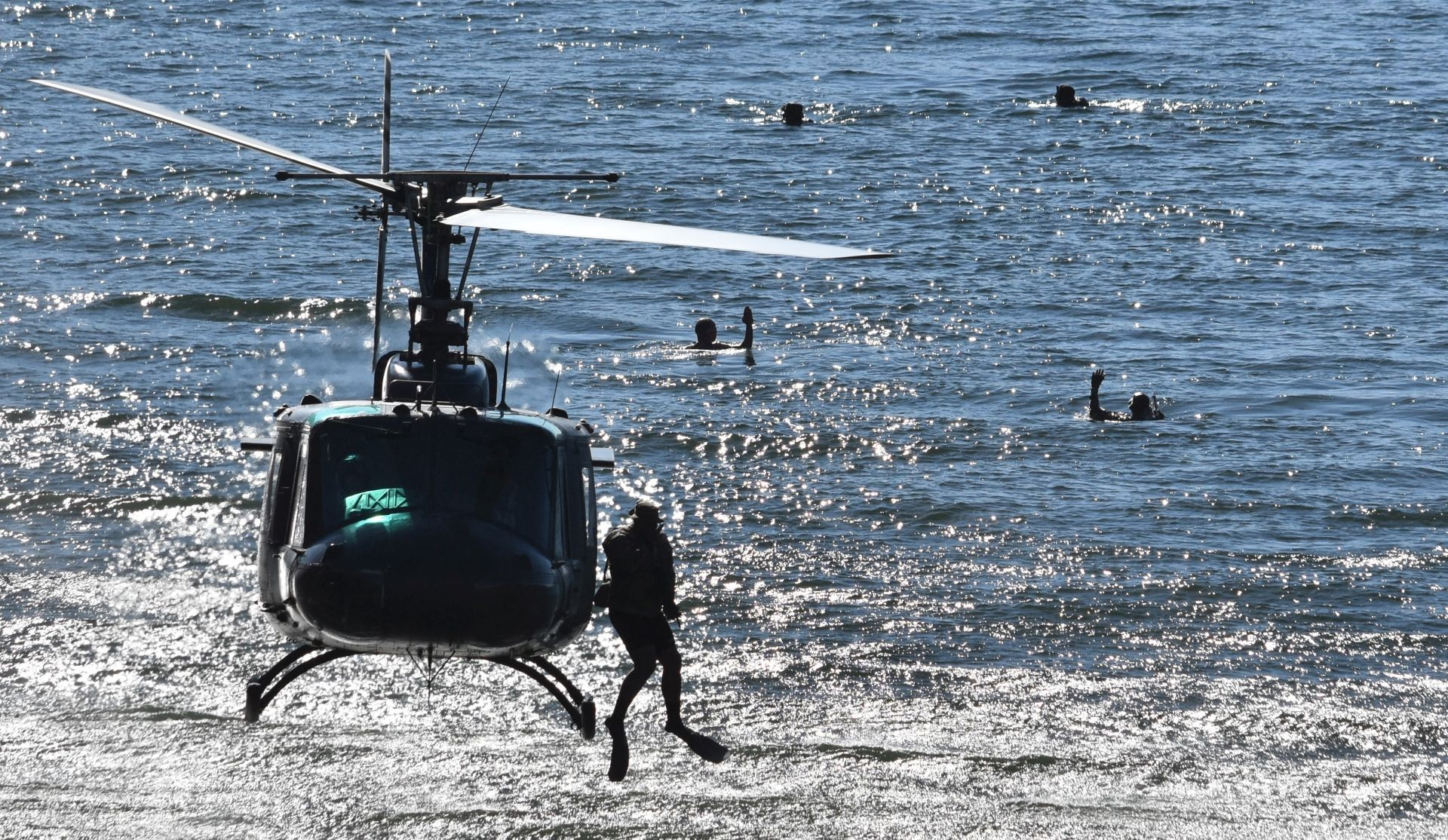
Helicóptero UH-1 de la Sección de Aviación de Ejército de Montaña 5 en ejercicios en el dique Cabra Corral, año 2019.

La Sección de Aviación de Ejército de Montaña 5 (Sec Av Ej M 5) es una unidad militar del Ejército Argentino. Integra la V Brigada de Montaña y está basada en la Guarnición de Ejército «Salta». Opera desde el Aeropuerto Internacional de Salta Martín Miguel de Güemes.
Fue creada en el año 2011. El Ejército Argentino firmó un convenio con el gobierno de la provincia de Salta cuyo objeto es emplear la Sección 5 para brindar apoyo aéreo a la comunidad en desastres.